# 서울 ADEX

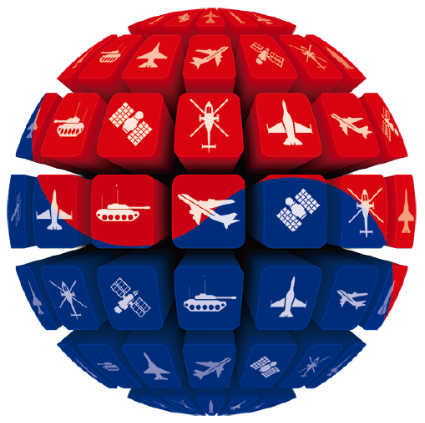

서울 ADEX(Seoul International Aerospace & Defence Exhibition) 또는 서울 국제 항공우주 및 방위산업 전시회는 서울 에어쇼(Seoul Air Show)와 동반하여 대한민국에서 격년으로 열리는 국제 전시회이다. 1996년에 시작되어 현재까지 이르고 있다.

## 배경
서울 ADEX는 항공 우주 심포지엄과 대한민국의 군수 산업 발전 및 수출을 목적으로 개최된 군수산업전의 연장으로 시작되었다.

### 방위산업전시회
대한민국의 '방위산업 전시회'는 1981년 국군의 날이 포함된 9월 25일부터 10월 4일까지 한국무역종합전시장에서 열린'CODEX 81'이 최초이다. 방위산업진흥회가 개최, 1백여 종류의 대한민국에서 생산된 무기들이 전시되었고, 이틀간 일반에 공개되었다.

### 항공 우주 심포지엄
'항공 우주 심포지엄'은 1984년 5월 17일부터 이틀 동안 대한민국 공군 주관으로 공군회관에서 열린 것을 시작으로 격년 단위로 개최되었고, 1986년의 제2회 행사부터는 항공산업 전시회가 함께 열려 각국 업체에서 출품한 관련 제품들이 전시되었다. 1990년 5월 16일부터 양일간 열린 제4회 행사부터는 행사명을 '항공 우주 심포지엄 및 항공산업 전시회'로, 개최 장소를 한국무역종합전시장으로 변경하였고, 1992년 6월 24일에서 28일까지 개최된 제5회 행사부터는 기간이 5일로 늘어났다. 1994년의 제6회 때에는 10월 7일~10일로 행사 기간을 옮겼다.

### 서울 군수산업전
1991년 9월, 대한민국 국방부는 11월 20일부터 24일까지 5일 일정으로 한국무역종합전시장에서 '서울 군수산업전'(International Defence Fair, Seoul '91)이 열린다고 발표하였다. 국방부의 주최로 열린 이 행사는 군수산업체간의 정보 교류, 협력 기회 제공, 군수 산업의 현재 조명과 발전 방향 모색, 군수산업의 수출 촉진 및 기반 구축, 외국 업체와의 제휴, 자본 투자 유치 등을 목표로 하였다. 전시회에는 독일, 미국, 영국, 프랑스, 캐나다를 포함한 15개국 115개 업체와 대한민국의 25개 방위산업 업체들이 참여하였다. 대한민국의 국제 군수산업전으로서는 최초로 열린 제1회 서울 군수산업전에서는 '핵감축 시대를 맞이한 국내·외 군수산업의 미래 모색'을 표어로 내걸었다.
이후 제2회 군수산업전이 1993년 한국무역종합전시장에서 11월 25일부터 28일까지 4일 일정으로 열렸고, 1995년에는 9월 28일부터 10월 1일까지 국방부 후원, 조선일보와 한국종합전시장 주최로 대한민국의 13개 업체를 포함, 20개국 132개 업체가 참가한 제3회 서울 군수산업전이 열렸다.

## 전시회 및 에어쇼

### 기획
1995년 5월, 대한민국 국방부와 항공우주산업진흥협회 등은 대한민국의 항공우주산업의 발전 촉진을 위해 국제 규모의 에어쇼를 1996년에 개최하기로 결정했다고 발표했다. 1995년 8월에는 서울 국제에어쇼를 파리 에어쇼, 판보로 에어쇼, 싱가포르 에어쇼에 버금가는 규모로 1996년부터 격년제로 성남 서울공항에서 개최한다고 발표했다. 에어쇼의 개최에 맞추어 1978년 해체된 공중 에어쇼팀 블랙 이글이 17년만에 부활되었다.
1996년 3월초, 국방부는 2년마다 개최해 오던 국제 항공우주 심포지엄에 시범 및 곡예 비행을 추가한, 20여개국 2백여개 업체가 참가하는 '서울 에어쇼 96'의 계획을 국무회의에서 보고하였다. 행사는 범정부적으로 주최하며, 명칭은 '제7회 서울국제항공우주 심포지엄 및 에어쇼', 약칭 '서울 에어쇼 96'으로, 10월 21일부터 27일까지 성남 서울공항에서 열리는 것으로 정해졌다. 또한, 홀수 해의 비슷한 시기에 개최되던 군수산업전도 행사에 통합되었다.
1996년 9월 서울 에어쇼 공동운영본부는 서울 에어쇼 '96에 총 213개의 국내외 업체들이 참여하며, 군수산업전에는 70개국의 방위산업 업체가 참여한다고 발표하였다.

### 상징
서울 에어쇼의 상징은 청색, 황색, 적색의 3색으로 날아오르는 새를 형상화하였다.
마스코트는 비행기를 형상화한 윙윙과 윙키로, 보조 마스코트는 보라매를 의인화한 스카이퍼로 결정되었다.

### 서울 에어쇼 '96
1996년 10월 21일부터 27일까지 성남 서울공항에서 열렸다. 시범 비행은 오전, 오후로 하루 2차례 진행되었다.
안내 시스템
서울 에어쇼 '96은 천리안, 하이텔, 나우누리, 유니텔 등의 PC 통신에서 정보가 무료로 제공되었고, 인터넷으로는 온라인 생중계도 시도되었다.
참가 기종
참가한 주요 기종은 다음과 같다.
- F-18
- 라팔
- Su-30/37
- A-37 (블랙 이글)
- B-1
- A340
- Su-29M (프로펠러기)

평가
1996년의 첫 에어쇼에서는 유로콥터, 벨, 아구스타, 맥도넬더글러스, 닷소, 보잉, 에어버스, DASA, 제너럴일렉트릭 등 각국 항공사의 경영진들이 대한민국을 방문하였다. 러시아에서는 첫 무기수출회사의 지사가 설치된다고 보도되었다.
서울 에어쇼는 국제적인 행사로 자리잡았고, 10개의 대형 계약이 성사되는 등 대한민국의 항공산업 발전에 기여하였다고 평가되었다. 보험사는 사고가 발생하지 않아 높은 수익을 거두었다고 보도되었다. 볼거리는 풍부했으나 관람객들이 교통 체증으로 불편을 겪었다고 지적되었다.

### 서울 에어쇼 '98
서울 에어쇼 '98은 1998년 10월 27일부터 11월 1일까지 6일간 성남 서울공항에서 진행되었다. 18개국 156개사가 참가하였다.
참가 기종
- F-14
- F-15
- F-18
- AV-8
- U-2
- KC-135R
- 라팔
- SU-35UB
- SU-29SK
- BO-105
- Mi-26
- A-37 (블랙 이글)

사고
1998년 5월 8일, 에어쇼를 위한 연습비행 중 블랙이글 소속 A-37 전투기 2대의 날개가 충돌, 1대가 추락하면서 조종사가 사망하였다.

### 서울 에어쇼 2001
2001년 10월 15일에서 21일까지 성남 서울공항에서 진행되었다. 격년제여서 원래는 2000년에 개최되어야 하지만, 서울에서 개최되는 ASEM과 겹치게 되어 한국항공우주협회의 결정으로 1년 연기되고 행사 명칭도 '한국 항공우주 및 방위산업 전시회'로 변경되었다. 행사에는 썬더버드 팀이 참여할 예정이었으나, 미국의 테러와의 전쟁으로 무산되었다. 총 16개국 175개 업체가 참가하였다.
참가 기종
- 라팔
- F-15E
- Su-31/35
- AH-64
- A-37 (블랙 이글)

경합
대한민국 공군의 차세대 전투기 기종 선정을 앞두고 미국, 프랑스, 러시아 항공사간의 판매 경합이 두드러졌다.
사고
시범 곡예비행 중 SU-31 (프로펠러기)의 프로펠러가 이탈하는 사고가 발생하여 비상착륙했다.

### 코리아 에어쇼 2003
서울 김포공항으로 장소 변경을 검토하였으나 무산되었고, 부산 벡스코에서 '코리아 에어쇼 2003'으로 명칭을 바꾸어 개최되었다. 기간은 11월 4일부터 9일까지 6일간으로, 총 20개국 183개 업체가 참여하였다.
참가 기종/팀
- F-16
- 블랙 이글

기타
프랑스의 이라크 전쟁 불참 선언으로 프랑스 에어쇼에 참가하지 않은 미국의 업체들이 대거 참가하여 반사이익을 누렸다고 보도되었다.

### 서울 에어쇼 2005
성남 서울공항에서 10월 18일부터 23일까지 6일간 열렸다. 24개국 220여개 업체가 참가하였다.
주요 참가 기종/팀
- F-15K
- T-50
- SU-30
- U-2
- 블랙 이글

기타
T-50 골든 이글이 최초로 일반에 공개되었다.

### 서울 에어쇼 2007
2007년 10월 16일에서 21일까지 6일간 열린 행사에는 26개국 225개 업체가 참가하였다. 일반인 20만 명을 포함하여 모두 25만 명이 참관하였다.
주요 참가 기종/팀
- T-50
- F-15K
- 블랙 이글

### 서울 ADEX 2009
2009년 10월 20일부터 25일까지 6일간 개최되었다. 통합 방산 전시회로서 'ADEX'(서울 국제항공우주 및 방위산업전시회)가 출범하였다. 26개국 271개 업체가 참가하였다.
주요 참가 기종/팀
- 블랙 이글(T-50 8대)
- 썬더 버드(F-16 6대)
- A380
- F-15K
- C-17
- 기타 지상 장비(K1A1, K-9 외)

특기 사항
- T-50과 T-1에 시승할 일반인을 모집하였다.[49]
- 블랙 이글스의 기종이 A-37에서 T-50으로 바뀌었다.[50]
- 대한민국 공군 창건 60주년을 기념하여 미국의 썬더버드 팀이 참가, 곡예비행을 선보였다.[51]

### 서울 ADEX 2011
2011년 10월 18일에서 23일까지 6일간 개최되었다. 31개국 314개 업체가 참가하였다.
주요 참가 기종/팀
- 블랙 이글(T-50 9대)
- A380
- KF-16

- F-15K
- B787 드림라이너
- 수리온
- 기타 지상 장비

기타
- 일반인 4명이 T-50과 TA-1에 시승하였다.[54]

### ADEX 2013 (청주국제공항 에어쇼)
서울 국제 항공우주 및 방위산업전시회(서울 ADEX 2013)의 부대 행사로 열린 2013년의 에어쇼는 청주 국제공항에서 10월 25일부터 27일까지 3일간 무료 입장으로, 전시는 별도로 일산 킨텍스에서 10월 29일부터 11월 3일까지 6일간 개최되었다. 28개국 361개 업체가 참여하였다.
주요 참가 기종/팀
- F-15K
- 수리온
- 블랙 이글
- A-10
- U-2

### 서울 ADEX 2015
2015년 10월 20일부터 25일까지 6일간 개최되었다. 32개국 386개 업체가 참가하였다.
주요 참가 기종/팀
- 블랙 이글
- F-22
- C-130
- C-17
- E-737
- F-15K
- FA-50
- KT-1
- V-22
- UK 에어포스
- U-2
- HH-60
- 기타 지상 장비

특이 사항
- F-22가 대한민국에서는 처음으로 일반에 공개되었다.
- ADEX에 참여한 방산업체를 대상으로 한 크래킹 시도가 있었다고 보도되었다.[58]

### 서울 ADEX 2017
2017년 10월 17일부터 22일까지 6일간 개최되었다. 33개국 405개 업체가 참가하였다.
주요 참가 기종/팀
- 블랙 이글스
- 폴 베넷 에어쇼 호주 민간곡예팀
- F-22
- C-17
- FA-50
- U-2
- HH-60
- 기타 지상 장비

특이 사항
- 한국에서는 최초로 F-35 전투기의 실물이 공개되었다.[60]
- 행사 네 번째 날인 10월 20일에는 초·중·고 대학생을 대상으로 한 ‘학생의 날’ 행사가 마련되었다.[61]

### 서울 ADEX 2019
2019년 10월 15일부터 20일까지 6일간 개최되었다. 34개국 430개 업체가 참가하였다.

### 서울 ADEX 2021
2021년 10월 19일부터 23일까지 개최되었다.
특이사항
개막식에서는 문재인 대통령이 FA-50 경공격기를 타고 등장했다.

### 서울 ADEX 2023
2023년 10월 16일부터 22일까지 개최하였습니다.
주요 참가 기종/팀
- 블랙이글스
- B-52H
- F-22 랩터
- C-5
- C-17
- KF-21
- A330 MRTT
- 기타 지상장비

특이사항
- 국산 전투기인 KF-21의 시험비행이 일반인에게 첫 공개였습니다.
- 미군의 전략폭격기인 B-52가 한국공군기지에 첫 착륙하였습니다. 그 이후 한미일 연합훈련에 참가하였습니다.